# Чесън
Чесънът (Allium sativum) или чеснов лук е многогодишен луковичен зеленчук от семейство Лукови, род Лук. Този вид не се среща в диво състояние и се смята, че е получен в резултат на културна селекция и вероятно произлиза от вида Allium longicuspis, който расте див в югоизточна Азия.
Най-често консумираната част от растението е подземната складираща структура, наречена глава. Една чеснова глава се състои от дузина или повече отделни скилидки, всяка от които от ботаническа гледна точка е луковица – подземна структура, образувана от удебелени листни основи. Всяка скилидка е образувана от една-единствена листна основа за разлика от лука, чиято луковица се състои от многобройни листни слоеве. Надземните части на растението понякога се употребяват за храна, особено докато са млади и крехки.
Суровият чесън има силна люта миризма, която се омекотява значително при готвене. Суров или сготвен, чесънът се забелязва със силната си характерна миризма. Дъхът на хората, яли чесън, също получава характерна миризма. Някои култури приемат миризмата на чесън повече, отколкото други. Северноевропейските кухни например използват чесън много умерено и той се готви продължително време за намаляване на миризмата.

## Биология и химия
Поради широкото отглеждане, произходът на чесъна не е сигурно определен. Той е родствен на лука и лилиумите и се отглежда като шалота. Културният чесън цъфти и дава семена, но култиварно бива размножаван почти изцяло чрез луковици. Луковиците, чиито сегменти обикновено се наричат „скилидки“, са най-често консумираната част от растението, въпреки че се използват и целите пролетни стръкове.
Една глава чесън обикновено е 4 до 8 см в диаметър, бяла до розова или зачервена и е съставена от много (8 – 25) отделни скилидки. Листната част се състои от централно стъбло, високо 25 – 100 см с плоски или ръбести (но не тръбообразни) листа дълги 30 – 60 см и широко 2 – 3 см. Цветовете растат в малко съцветие на върха на стъблото, често заедно с няколко луковички и заобиколени от хартиеобразен основен лист. Всеки цвят е бял, розов или червеникав, с шест венчелистчета, дълги 3 – 5 мм. Цветовете по принцип са безплодни и рядко дават семена.
Чесънът има дълги тесни плоски донякъде ръбести листа. Луковицата има люспести външни предимно бели външни слоеве, подобно на лука. Вътре има 2 – 20 скилидки или по-малки луковици. От тях могат да се получат нови луковици чрез разсаждане в края на зимата или началото на пролетта.
Процентният състав на луковиците е даден от Е. Холи като 84,09 % вода, 13,38 % органична материя, 1,53% неорганична материя, а на листата – 84,14% вода, 11,27%органична материя и 1,59% неорганична материя.
Както други представители на семейството, чесънът всъщност създава веществата, които му дават острия вкус и миризма, когато клетките му бъдат наранени. Когато една клетка от растението се разруши чрез рязане, дъвчене или мачкане, ензимите, съдържащи се в нейните вакуоли предизвикват разпадането на няколко сяросъдържащи вещества, съдържащи се в клетъчните течности. Получените съединения причиняват лютия вкус и силната миризма на чесън. Някои от тях са нестабилни и продължават да се изменят с времето. Между представителите на семейството на лука чесънът има много по-висока концентрация на съединения за началната реакция, отколкото останалите, което го прави много по-силен от лука, шалота или праза. Въпреки че хората обичат вкуса на чесън, за тези вещества се смята, че са се развили като защитен механизъм, отблъсквайки животни като птици, насекоми и червеи.
Вкусът и миризмата на чесъна се дължат на голям брой серни съединения. Смята се, че диалил дисулфидът е важен за миризмата компонент. Алицинът се смята за основната причина за лютивината на суровия чесън. Той отваря термоПРП (преходен рецепторен потенциал) канали, които са причина за усещането за лютивина. При готвене алицинът се разпада и лютивината на чесъна отслабва.

## Култивиране
- Отделните скилидки се засаждат на дълбочина 5 см и разстояние 15 см една от друга. Най-добрата киселинност на почвата е pH 6,2 – 6,28.
- Чесънът расте най-добре при достатъчна влага и топлина, но е доста издръжлив и може да преживее мразовити периоди.
- Площите, засети с чесън, трябва да са чисти от други растения и да се плевят редовно.
- Чесънът обича вода – в топъл климат може да се наложи да се полива ежедневно. Ако стръковете изглеждат сухи, поливането е належащо.

Чесънът е готов за прибиране около четири месеца след засаждането. До този момент листната форма изсъхва и умира.

## Хранителни стойности
Чесънът е богат на витамин B6 (който подпомага регулирането на хормоните в организма), витамин B1 и витамин C, както и на селен (рядък и изключително необходим микроелемент за човешкия организъм)

## Употреба
Използва се в готварството поради силния си вкус, който подобрява ароматно-вкусовите качества на много други продукти. Често се комбинира с лук и домати. Прекомерната употреба води до изпотяване. На добре познатото състояние „дъх на чесън“ може да се противодейства с консумирането на пресен магданоз, като често в ястия с чесън присъства и магданоз.
В Русия и кавказките страни зеленият и младият чесън често се консервират под формата на туршия и се консумират като мезе или разядка. В България също се прави туршия от чесън, но основна съставка са главите, а части от листата има само в някои случаи като допълнение.
Според стари поверия чесънът притежава способността да отблъсква вампири и зли същества.

## Лечебни свойства
Луковицата на чесъна има разностранно действие. Противоглистното и антибактериалното ѝ действие се използва при
инфекциозни заболявания на стомашно-чревния канал. Етеричното масло унищожава болестотворната и подпомага развитието на нормалната чревна флора. Също така понижава артериалното налягане при хипертония, разширява
коронарните и периферните съдове, увеличава амплитудата на сърдечните съкращения и забавя сърдечния ритъм.
Добро профилактично средство е и при атеросклероза. Понижава кръвната захар и ето защо е препоръчителен за хранене при диабет.

## В България
В България поради благоприятните почвено-климатични условия отглеждането на чесън е традиция. Един пример се вижда в село Долни Раковец, Радомирско, където се отглежда стар сорт чесън с едри глави и силен вкус. Подходящ е за есенна и пролетна сеитба, като есенният е по-мек, а пролетният е с по-силен аромат, по-лют и подходящ за съхранение.